# Sile (Friuli-Venezia Giulia)
Il Sile (Sîl in friulano) è un fiume di risorgiva del Friuli-Venezia Giulia.
Achille Tellini indica il fiume Sile con la larghezza di 8 metri e la lunghezza di 29 chilometri.

## Percorso
Nasce da distinte sorgenti a nord-est della località Villa Sile in comune di Casarsa della Delizia, e poco più a sud della ferrovia Venezia-Udine.
A esso però ben presto si uniscono diramazioni secondarie che drenano la contrada paludosa detta "le Praterie" posta alla sua destra situate fra Villa Sile e Orcenico Inferiore.
A sud si inserisce in una sorta di ampia vallata delimitata da costoni sopraelevati di alcuni metri rispetto al fondo della depressione. 
Scorre entro un vasto solco di terrazzamento e, dopo Praturlone, passa nel territorio di Azzano Decimo transitando a sudest del capoluogo comunale.  
In località Colle si divide in due rami, il primo orientato ad ovest, sino alla Madonna del Bembo, ritorna poi a sud dopo aver delimitato un'isola oblunga di terreni umiferi. È alimentato dal fosso Rivolo proveniente dalle bassure di Azzano Decimo. In località Zuiano, i due rami si riuniscono. 
Riceve poco sotto Azzano Decimo le due rogge riunite Beverella e Baidessa scorrenti pure in un vastissimo solco di erosione e alimentate da numerosi corsi secondari provenienti da una vasta zona di risorgiva posta più a nord. 
Sulla destra numerose sorgive e fossi di scolo che emungono la piana argillosa posta fra il Sile e il "Fiume" e contribuiscono ad alimentarlo. Sfiorando Fagnigola, da questo lato si immette a monte si aggiunge la Fossa della Luma.
A valle di Fagnigola fino al Veneto, le numerosissime curve dell'alveo originario sono state eliminate grazie a tagli e rettifiche realizzate negli anni 1930, lasciando abbandonati gli alvei che prendono il nome di Sile Morto.  
Oltre Panigai a Santa Rosalia riceve lo Scolo Arcon. Il Colatore Fossalat gli porta le acque di Pravisdomini, nel vecchio corso in prossimità del "confin di Mure".  
Alcuni tratti dell'antico alveo si sono ridotti a scoli per la raccolta delle acque di campagna, nella zona denominata "paludi di Barco". In questa zona le abbondanti piogge autunnali e primaverili possono portare alla disalveazione del fiume, formando le cosiddette "montane" che allagano la campagna circostante (in gran parte pioppeti, prati stabili, e seminativi) anche per molti giorni, con conseguente disagio specialmente stradale agli abitanti delle frazioni dei comuni di Azzano Decimo, Pravisdomini e Pasiano di Pordenone.
Giunto ad Azzanello, il vecchio letto segna il confine regionale tra Friuli-Venezia Giulia e Veneto, mentre parte del nuovo rettificato è in provincia di Treviso nel comune di Meduna di Livenza.    
A oriente di Meduna, poco sotto Brische, riceve il Fiume dando origine al canale Postumia (ex canale molitorio del 1669), che deviato nel 1936 non si riversa più nel fiume Livenza.
Le piene del Livenza creavano gravi esondazioni legate ai rigurgiti, e si rese necessario l'allontanamento, tramite lo scavo di un nuovo canale (Malgher) quale prolungamento del "Postumia" facendolo sfociare tramite parte del vecchio alveo del Livenza, presso Corbolone.
Poi attraverso il canale Fosson le acque confluiscono nel Loncon, per sfociare nel canale Nicesolo della laguna di Caorle.
L'originaria via di prosecuzione del Sile, che sfociava nel Livenza, presso Meduna di Livenza, prende il nome di "Fossa morta San Bellino".
Tra sorgente e la confluenza con il Fiume, la pendenza media risulta dello 0,99‰.

## Molini e opifici
Lungo il suo corso, favoriti dalla notevole pendenza, sono sorti vari opifici e molini.
Nel 1681 si contavano ben 5 attività tra molini, magli e seghe. Attualmente sono sopravvissuti il maglio e molino "Zuccato" nei pressi di Bannia e il molino "Facca" in località Colle ad Azzano Decimo.